# Pierre-Benoît Desandrouin
Pour les articles homonymes, voir Desandrouin.
Pierre-Benoît Desandrouin, né en 1743 à Lodelinsart (actuelle Belgique) et mort en 1811 à Venise, est un des premiers entrepreneurs du charbon français. Fils de Jean-Jacques Desandrouin, il a eu un rôle de second ordre dans l'exploitation du bassin du Boulonnais, dans la mesure où c'est après la mort de François-Joseph-Théodore Desandrouin qu'il hérite avec ses sœurs des mines d'Hardinghem, et qu'il meurt neuf ans plus tard. Ses descendants ont continué l'exploitation de ces mines.

## Biographie
Pierre-Benoît Desandrouin naît en 1743 à Lodelinsart (actuelle Belgique).

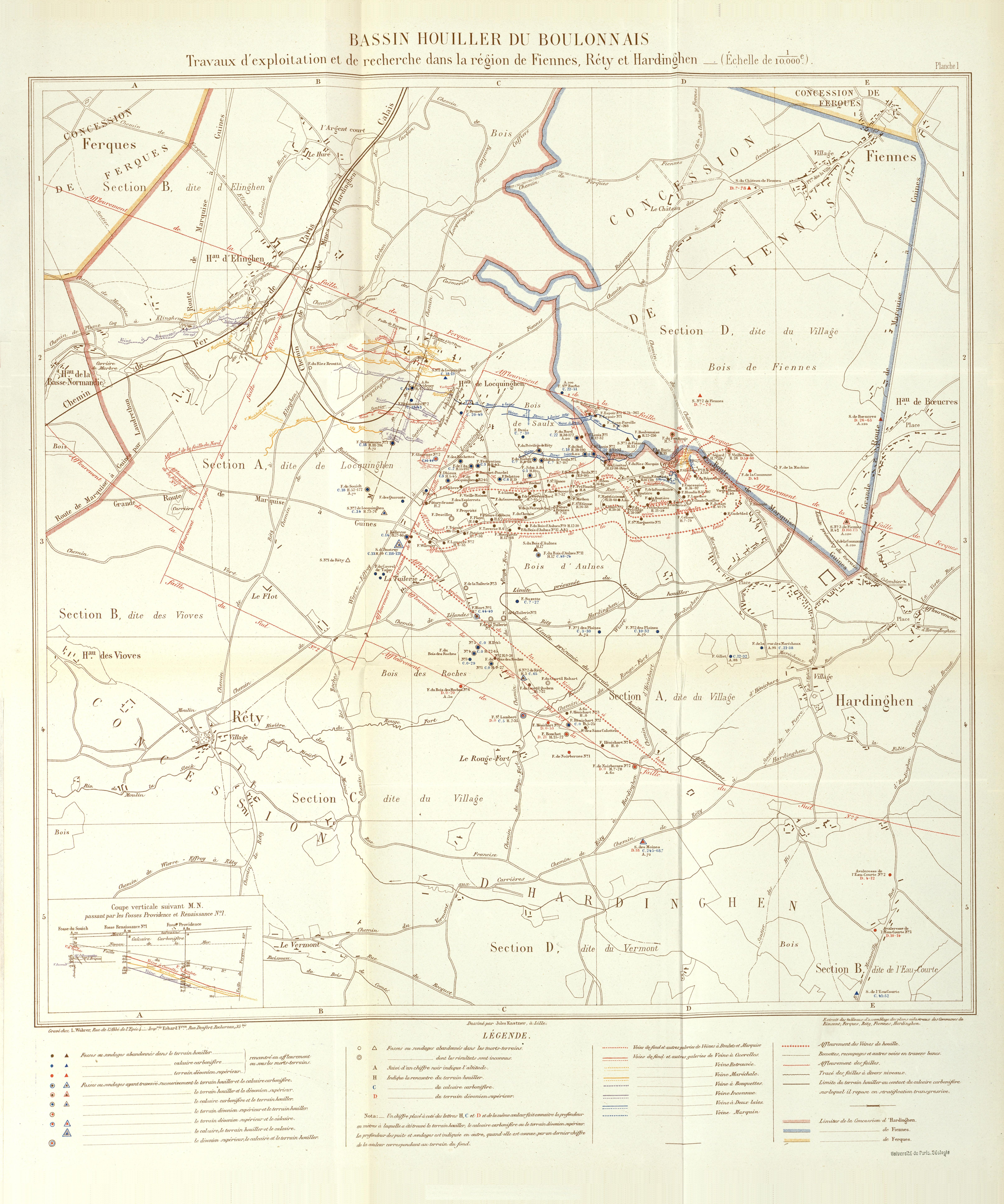
Carte de 1904 montrant les fosses ouvertes dans le Boulonnais.

François-Joseph-Théodore Desandrouin meurt le 28 juillet 1802 à Hardinghem, sans postérité. Les mines d'Hardinghem passent donc aux mains de son frère Pierre-Benoît et de ses sœurs,.

## Vie privée
Pierre-Benoît, chambellan de l'empereur d'Autriche François Ier, a épousé Caroline de Nenny, fille du comte de Neny et secrétaire intime de Marie-Thérèse. Une fille, Julie-Caroline Desandrouin, est née de ce mariage, en 1771 à Villers-sur-Lesse, elle épouse le comte Hilarion de Liedekerke-Beaufort,. Pierre-Benoît meurt en 1811 à Venise. Le comte de Liedekerke, son gendre, rachète toutes les parts qui n'étaient pas dévolues à sa femme, en qui finit le nom de Desandrouin. Leurs enfants, le comte de Liedekerke et madame de Cunchy, vendent en janvier 1838 leurs intérêts dans les mines d'Hardinghen à la Société de Fiennes, dans laquelle ils s'intéressent pour un assez grand nombre d'actions,.
Julie-Caroline meurt en 1836 dans sa commune de naissance, Hilarion de Liedekerque-Beaufort meurt en 1848.